# Ion Grămadă

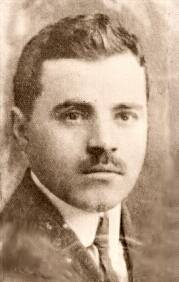
Ion Grămadă

Ion Grămadă (3 de enero de 1886-27 de agosto de 1917) escritor rumano-austro-húngaro nativo de Bukovina, miembro de la armada rumana y fallecido en la Primera Guerra Mundial.

## Biografía
Nació en el actual distrito de  Suceava, en el pueblo de Zahareşti y estudió Geografía e Historia en las universidades de  Chernivtsi y Viena y se doctoró en 1913 con una tesis sobre el Sitio de Viena. Además, publicó varias historias y estudios sobre Bukovina en varias publicaciones y al regresar a su tierra fundó la revista Deşteptarea ("Despertar") en Czernowitz in 1907, y fue editó del periódico local Viaţa Nouă ("Vida Nueva").

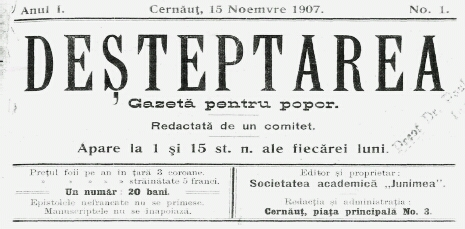
Deşteptarea

En 1916, se alistó en el ejército rumano y comandó una tropa de elite y falleció en los altos de Cireşoaia, cerca de Slănic Moldova.

## Obras
- Din Bucovina de altădată. Schiţe istorice, Editura Institutului de Arte Grafice C. Sfetea, Bucarest, 1911
- Anteil der Rumänen an der Belagerung Wiens – en tesis no publicada
- Scrieri literare, Institutul de Arte Grafice şi Editură "Glasul Bucovinei", prefacio de Constantin Loghin, "Studiu asupra vieţii şi operei lui", Cernăuţi, 1924
- O broşură umoristică. Câteva reflexiuni la "Habsburgii şi Românii" părintelui Victor Zaharovschi, Editura Societatea tipografică bucovineană, Cernăuţi, 1909
- Societatea academică socială literară "România Jună" din Viena: 1871-1911, monografie istorică, Cernăuţi, 1912
- M. Eminescu. Contribuţii la studiul vieţii şi operei sale, Heidelberg, 1914